# Бомбардування Фрайбурга (1940)
10 травня 1940 року німецьке місто Фрайбург зазнало помилкового повітряного бомбардування з боку авіації Люфтваффе.

## Хід подій

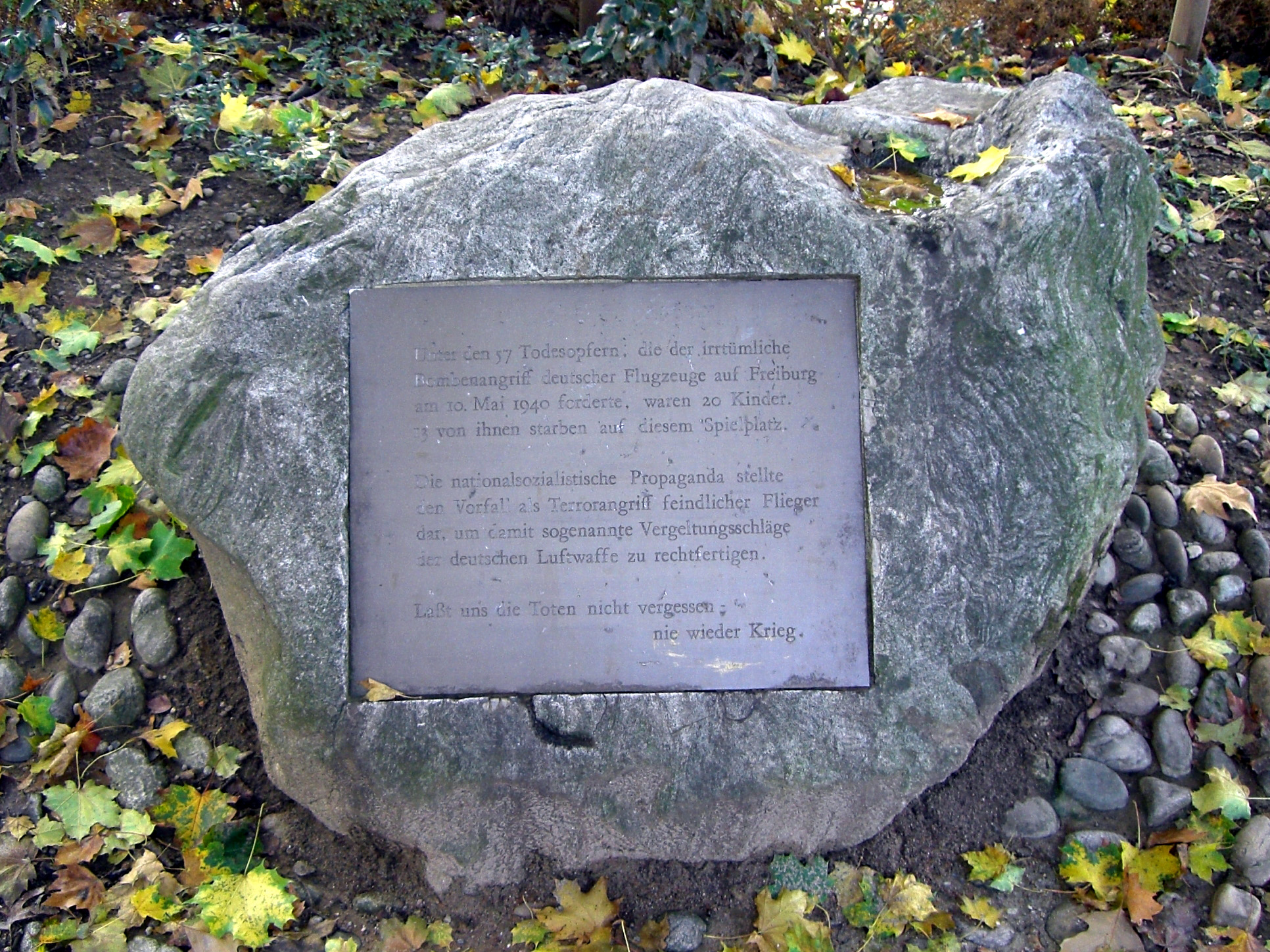
Меморіальний камінь на дитячому майданчику Гільда у Фрайбурзі

10 травня 1940 року три німецькі літаки злетіли з авіабази Ландсберг-Лех у напрямку французького міста Діжон. Однак під час польоту льотчики збилися з курсу та досягли Фрайбурга, який вони прийняли за Діжон. Дозорні служби ППО міста не підняли тривоги, оскільки змогли ідентифікувати літаки, що наближаються, як німецькі. Тільки після того, як на місто посипалися бомби (загалом упало 69 бомб), зазвучала сирена повітряної тривоги. Внаслідок бомбардування загинуло 57 осіб (у тому числі 20 дітей).
Після того, як з'ясувалась помилка, німецьке командування спробувало приховати обставини інциденту. Тому для інформації у ЗМІ було повідомлено, що місто бомбила французька авіація, яка базувалася на території нейтральних Голландії та Бельгії. В офіційній заяві Берліна повідомлялося, що цим Брюссель і Амстердам порушили угоди про нейтралітет. У місцевих газетах Фрайбурга бомбардування охарактеризували як «підлий, боягузливий повітряний наліт, який порушує всі закони міжнародного права».
10 грудня того ж року у своїй промові Адольф Гітлер звинуватив британців, а саме прем'єр-міністра Вінстона Черчілля, у проведенні терактів проти мирного населення Німеччини та в причетності до авіабомбардування Фрайбурга.
До жовтня 1943 року місто більше не зазнавало бомбардувань, наймасовіше і найруйнівніше з яких (здійснене з боку Королівських військово-повітряних сил Великої Британії) відбулося 27 листопада 1944 року, в результаті була зруйнована більша частина центру міста. Примітно, що кафедральний собор (нім. Freiburger Münster) бомбардування майже не торкнулися.
Вже після війни з'явилися відомості, що помилковий наліт на Фрайбург 10 травня 1940 здійснила 51-ша бомбардувальна ескадрилья Люфтваффе (KG 51), якою керував Йозеф Каммхубер, надалі один з командувачів ВПС Федеративної Республіки Німеччини.